# Politica delle Fær Øer
La politica delle Isole Fær Øer si svolge in un contesto di democrazia rappresentativa parlamentare sotto dipendenza danese, dove il Primo ministro è il capo del governo in un sistema a più partiti. Le Isole Fær Øer sono politicamente associate al Regno di Danimarca anche se nel 1948 venne introdotta la cosiddetta Hjemmestyre (o, in feringio, Heimastýrislógin), che garantiva un alto grado di autonomia locale. Il potere esecutivo viene esercitato dal governo, mentre il potere legislativo è svolto sia dal governo che dal Løgting, il parlamento faroese. Il potere giudiziario è indipendente sia dal governo che dal parlamento ed è sotto la diretta giurisdizione della Danimarca. Dal 25 ottobre 2007 le Isole Fær Øer costituiscono un unico distretto elettorale.
Le Fær Øer scelsero di non unirsi alla Danimarca al momento del suo ingresso nella Comunità europea, ora Unione europea, nel 1973.